# Герб Луганська
Герб Луга́нська — офіційний символ міста Луганська. Був затверджений 18 лютого 1992 року рішенням VІІІ сесії міської ради XXІ скликання №8/6.

## Історичний огляд
У 1882 році селище Луганський Завод і село Кам'яний Брід були об'єднані в населений пункт, названий містом Луганськ. Він став центром Слов'яносербського повіту.

## Історія геральдики

### Перший проєкт
У 1891 році проєкт першого герба Луганська, був розроблений колезьким асесором Олександром Миколайовичем Першиним:
Щит перетятий на золото й червень. У центрі верхньої частини - срібний шишак, завершений фігурою янгола. У правому верхньому геральдичному куті - герб Катеринославської губернії. У верхньому лівому геральдичному куті вензель імператора Олександра Третього. У нижній частини – доменна піч із закритою топкою та вензелем імператора Павла Першого над ній. З печі виривається червоне полум'я, звернене праворуч. Праворуч доменну піч супроводжують дві на хрест покладені срібні гармати і срібдний дзвін, що лежить під ними. Зліва від доменної печі перехрещені срібні кайло та молоток, а під ними десять срібних ядер (1, 2, 3, 4.). 
Малюнок доменної печі відповідає печам до закриття чавунно-ливарного заводу. Автор проєкту герба бачив ці печі, і малюнок однієї з них переніс на щит герба.

Герольдія не могла прийняти запропонований герб і подати на Найвище затвердження. Проєкт герба вимагав серйозного доопрацювання. Його відхилили і на багато років поклали до архіву.

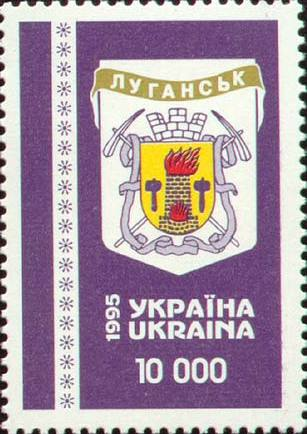
Марка Укрпошти із серії «Герби міст України» - «Луганськ» (1998 рік)

#### Другий проєкт
Питання про створення для Луганська герба Герольдія піднімала неодноразово. Однак і Луганська міська рада у цьому питанні не сиділа на місці. 1901 року в «Перелік постанов Луганської міської ради» знаходимо такі рядки:
«Рішення міської ради №33 від 29-30.5.1901 року про затвердження  герба м. Луганська та про асигнування на його виготовлення 31 руб. Міський Управі доручено порушити у встановленому порядку клопотання про дарування м. Луганську герба».
Поки що достовірно невідомо, хто був першим ініціатором відновлення питання про створення герба м. Луганська, проте факт залишається фактом - Луганській Управі у 1901 році було запропоновано пожалувати м. Луганську герб, і на його виготовлення треба було перерахувати до Герольдії зазначену суму.

Згідно з порядком, у Герольдії виготовляли оригінал герба і він залишався на зберіганні в Герольдії, а копію надсилали в управу населеного пункту. І ось якраз на виготовлення цієї копії і потрібно сплатити 31 рубль. І лише після ухвалення цього рішення Луганською міською радою та асигнування на виготовлення герба коштів у середині 1901 року (через десять років після подання проєкту герба О. Першина у 1891 році, департамент герольдії повернувся до пропонованого проєкту герба м. Луганська. Його доопрацювали з урахуванням нової системи прикрас гербів губерній, областей, градоначальств, міст і посад, розробленої Б. В. Кене. Відповідно до цієї системи над гербом Луганська було розміщено срібну баштову корону про три зубці.

Герб 1903 р.

З прикрас навколо щита вміщено Олександрівську стрічку з двома срібними кирками, що вказує на міста, що займаються гірськими промислами. В. Панченко у книзі «Гербовник міст України» з приводу луганського герба пише: 
«Щодо затвердженої 1903 року відзнаки Луганська, то її геральдичний характер є типовим для міської символіки Російської імперії межі XIX – ХХ століть (це стосується, зокрема, вживання супроводжуючих фігур у його композиції).
22 квітня 1903 повітове місто Луганськ, центр Слов'яносербського повіту Катеринославської губернії отримав власний герб.
«У золотому щиті чорна із золотими швами домна з червленим полум'ям, супроводжувана праворуч і ліворуч двома чорними молотками. У вільній частині щита герб Катеринославської губернії. Щит увінчаний срібною баштовою короною з трьома зубцями. За щитом покладені хрестоподібно сталевого кольору кирки, з'єднані Олександрівською стрічкою».

### Радянський герб

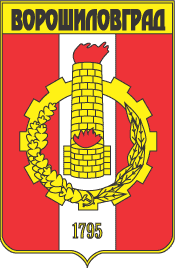
Радянський герб Луганська

1970 року було оголошено конкурс на найкращий проєкт герба Ворошиловграда. За результатами конкурсу найкращим було визнано проект О. С. Дудника. На засіданні комісії виконкому Луганської міськради депутатів було вирішено до ювілею міста (175 років, 1970 р.) "виготовити герб міста". Герб використовувався на сувенірній продукції. Зокрема, ним було прикрашено набір листівок із краєвидами Луганська (1986 р.)
1988 року знову оголошено конкурс на найкращий проєкт герба Ворошиловграда. 30 липня 1988 року на засіданні архітектурно-мистецької ради знову найкращим визнано проект О. С.  Дудника. Герб затверджено 19 липня 1988 року рішенням № 234 виконкому Ворошиловградської міської Ради народних депутатів за проєктом О.С. Дудника:
«На червоному щиті з білою поздовжньою смугою посередині, що символізує шовкову муарову орденську стрічку ордена Червоного Прапора, золота доменна піч, символ освіти міста, взята з дореволюційного герба міста Луганська. Піч укладена в золоту шестерню, що відображає провідні галузі промисловості міста. На шестерні накладні золоті гілки — ліворуч (від глядача) дубові, відбиває бойові подвиги, праворуч (від глядача) лаврова — трудової слави. Біля основи гілок золоте зображення серпа і молота — символ єдності робітничого класу і селянства. У нижній частині щита на білій смузі поздовжньої золота цифра „1795“ — рік заснування міста. Зверху, на накладної планці щита, назва міста — „Ворошиловград“, виконане шрифтом, що відбиває час становлення Радянської влади, революційні перетворення і події Громадянської війни. Щит має виступаючу золоту окантовку».
Проєкт містить порушення правил класичної геральдики.

### Сучасний герб
18 лютого 1992 рішенням VIII сесії міської ради XXI скликання № 8/6 був відтворений герб Луганська імперського періоду:
«У золотому полі чорна із золотими швами доменна піч із червоним полум'ям, з боків якої — по чорному молотку. Доменна піч уособлює металургію, яка впливала на становлення та розвиток міста».
Однак, насправді, за твердженнями дослідників, імперський герб був «відновлений» за спотвореним ескізом.

## Альтернативний герб
В рамках проєкту "Альтеральдика" у 2024 року, герб Луганська було "перенесено" в українську геральдичну систему. Новий герб складений на іспанському щиті, а не на базовому для російської геральдики - французькому.
З герба також прибрано герб Катеринославської губернії.
Система прикра була змінена з російської на українську - зокрема герб отримав срібний декоративний картуш та срібну муровану корону.
Дана символіка не є офіційною.

## Попередники герба

Герб Луганського пікінерного полку.

Московським обласним клубом любителів геральдики (МОКЛГ) «Роднік» під егідою Союзу геральдистів Росії в рамках серії значків «Старий герб» було випущено значок, що зображає полковий герб Луганського пікінерного оселеного полку під підписом «Луганськ». Таке використання полкового гербу є некоректним, адже попри те, що полк був розселений вздовж річки Лугань, він не має безпосереднього відношення до міста Луганськ.